# Sara Nović
Sara Nović (New Jersey, 1987) è una scrittrice e traduttrice statunitense, docente inoltre di scrittura creativa alla Columbia University..
Nović è maggiormente conosciuta soprattutto per il suo romanzo d'esordio, Girl at War, che racconta la storia di Ana Jurić, una bambina di dieci anni la cui vita viene sconvolta dalla guerra civile che portò alla dissoluzione della Jugoslavia . Il romanzo vinse il Premio Alex nel 2016. Nel 2014, Nović ricevette  il premio dell'ALTA Travel Fellowship da parte dall'American Literary Translators Association. Oltre a pubblicare le proprie opere letterarie, Nović ha tradotto le poesie del rinomato scrittore bosniaco Izet Sarajlić. Nel 2013, Nović ricevette il Willis Barnstone Translation Prize e il Premio Alex grazie alla traduzione della poesia di Izet Sarajlić "After I Was Wounded".
Il secondo libro di Nović, True Biz, è stato pubblicato nel 2022. Racconta l'esperienza di Charlie, una ragazzina che frequenta una scuola per sordi chiamata River Valley in cui incontra per la prima volta in assoluto altre persone non udenti e che allo stesso tempo deve gestire il suo impianto cocleare malfunzionante. Il libro fu scelto da Reese Witherspoon per il suo club del libro, oltre ad aver ricevuto la seguente recensione dal The New. York Times: "commovente, di rapida lettura e brioso - abbiamo accesso libero ai vari punti di vista dei personaggi principali - ma sapientemente educativo".
Nović ha conseguito un Master in Belle Arti alla Columbia University, dove ha studiato narrativa e traduzione letteraria. È curatrice narrativa al Blunderbuss Magazine ed è curatrice fondatrice del blog per i diritti dei non udenti Redeafined. Nović lavora inoltre come assistente docente di scrittura creativa alla Stockton University.